# Saldula orbiculata
Saldula orbiculata är en insektsart som först beskrevs av Philip Reese Uhler 1877.  Saldula orbiculata ingår i släktet Saldula och familjen strandskinnbaggar. Inga underarter finns listade i Catalogue of Life.